# Zahra Eshraghi

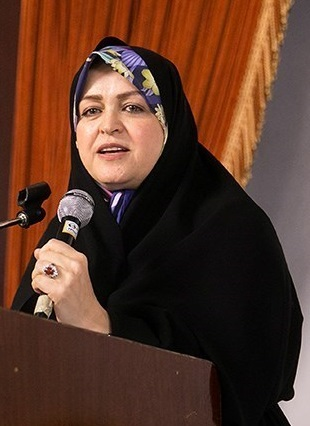
Zahra Eshraghi

Zahra Eshraghi (auch Sahra Eschraghi, * 1964) ist eine der bekanntesten iranischen Frauenrechtlerinnen und Menschenrechtsaktivistin. Zahra Esraghi ist eine Enkelin von Ajatollah Ruhollah Chomeini und seit 1983 mit Mohammad-Reza Chātamī, dem jüngeren Bruder des ehemaligen Präsidenten Mohammed Chatami verheiratet. Sie zählt zu den „wortmächtigsten Kritikern“ des Regimes
und hat sich zu einer zentralen Figur innerhalb der Oppositionsbewegung entwickelt.
Das ganze Land, so Eshraghi, „steht unter erzwungener Stille, bettelt danach, Fragen zu stellen, doch leider protestiert niemand innerhalb des Regimes.“ Gegenüber der New York Times erklärte Eshraghi: „Mir tut es leid zu sagen, dass der Tschador den Frauen aufgezwungen wurde, [...] Ich trage ihn nur wegen meines familiären Status.“